# 86 v.Chr.

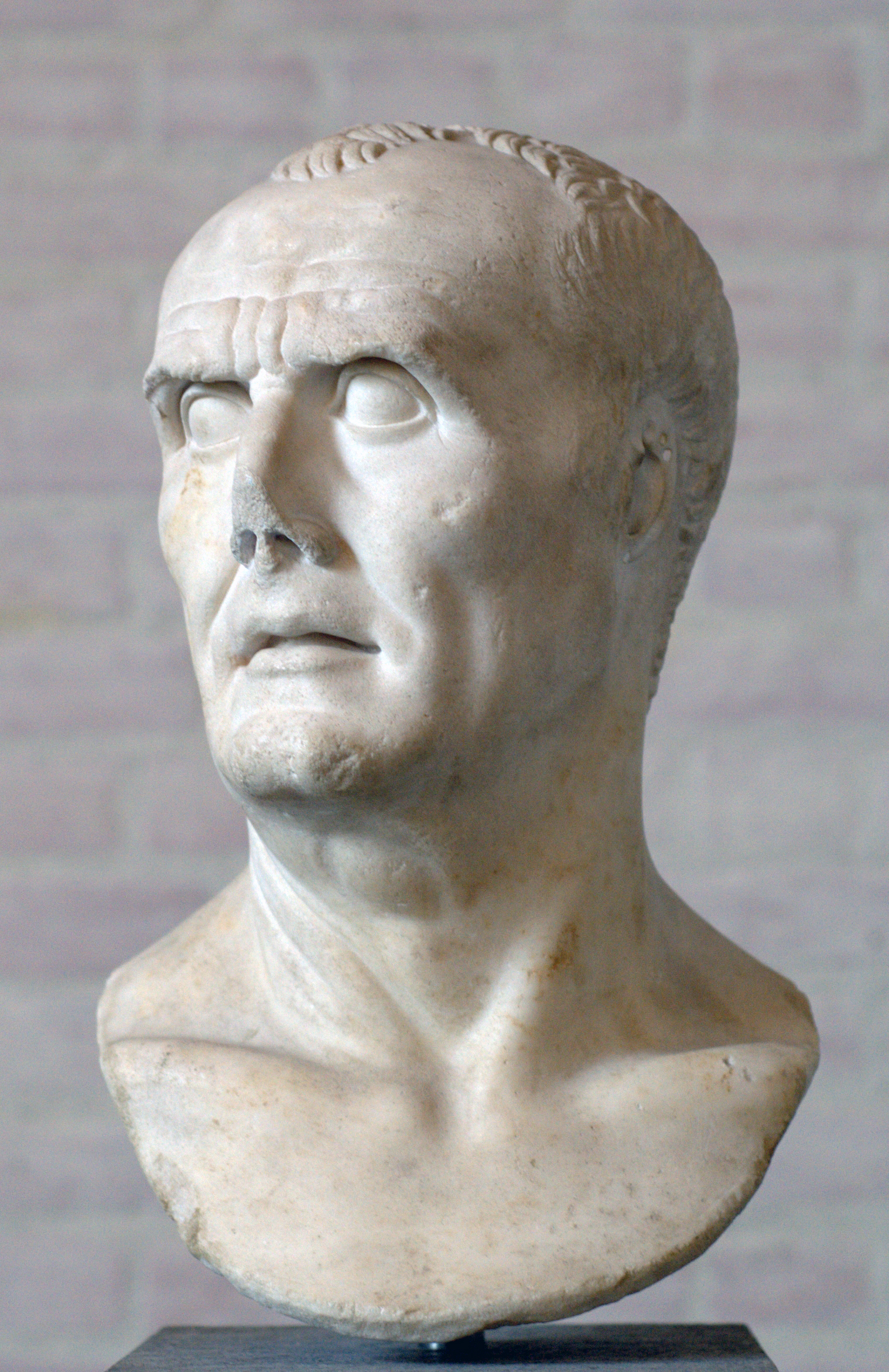
Gaius Marius (Augusteïsche kopie van buste uit 2e eeuw v.Chr. Glyptothek München)

Het jaar 86 v.Chr. is een jaartal in de 1e eeuw v.Chr. volgens de christelijke jaartelling.

## Gebeurtenissen

### Italië
- In Rome worden Lucius Cornelius Cinna en Gaius Marius, door de Senaat benoemd tot consul van het Imperium Romanum.

### Griekenland
- Lucius Cornelius Sulla verovert na een langdurig beleg Athene, het Romeinse leger neemt wraak en plundert de vestingstad. De adel verschanst zich op de Akropolis.
- In Boeotië verslaan de Romeinen in de vallei van Chaeronea, het Pontische leger van Mithridates VI.

### Klein-Azië
- In de Egeïsche Zee verslaat de Romeinse vloot onder Lucius Licinius Lucullus, in de Slag bij Tenedos de Pontische vloot. De Romeinen bezetten de eilanden Chios en Kos.

### China
- Na 18 jaar Chinese bezetting weten de bewoners van Oost-Turkestan (huidige Sinkiang), zich te bevrijden van het juk van de Han-dynastie.

## Geboren
- Gaius Sallustius Crispus (~86 v.Chr. - ~35 v.Chr.), Romeins historicus

## Overleden
- Gaius Marius (~157 v.Chr. - ~86 v.Chr.), Romeins veldheer en staatsman (hervormer van het Romeinse leger) (70)
- Sima Qian (~145 v.Chr. - ~86 v.Chr.), Chinese historicus (59)